# أرت غريفيثز
أرت غريفيثز (بالإنجليزية: Harold Arthur James Griffiths)‏ هو مجدف كندي، ولد في 9 سبتمبر 1924، وتوفي في 11 أغسطس 2018 في Waterdown, Ontario ‏ في كندا.

## وصلات خارجية
- أرت غريفيثز على موقع اللجنة الأولمبية الدولية (الإنجليزية)
- أرت غريفيثز على موقع أوليمبيديا (الإنجليزية)